# مارگری کوربت اشبی
مارگری کوربت اشبی (انگلیسی: Margery Corbett Ashby؛ ۱۹ آوریل ۱۸۸۲ – ۱۵ مهٔ ۱۹۸۱) یک مدافع حق رأی زنان، فمینیست، فراملی‌گرا و سیاستمدار لیبرال اهل بریتانیا بود.
مارگری کوربت از ۱۹۲۳ تا ۱۹۴۶، رئیس اتحاد بین‌المللی زنان بود.